# Platycarpha
Platycarpha är ett släkte av korgblommiga växter. Platycarpha ingår i familjen korgblommiga växter.
Kladogram enligt Catalogue of Life:
| Platycarpha | \| \| Platycarpha carlinoides \| \| \| \| \| \| Platycarpha glomerata \| \| \| \| \| \| Platycarpha parvifolia \| \| \| \| |
|             | \| \| Platycarpha carlinoides \| \| \| \| \| \| Platycarpha glomerata \| \| \| \| \| \| Platycarpha parvifolia \| \| \| \| |
|             | Platycarpha carlinoides |
|             | |
|             | Platycarpha glomerata |
|             | |
|             | Platycarpha parvifolia |
|             | |